# Georg Ebert (Pianist)

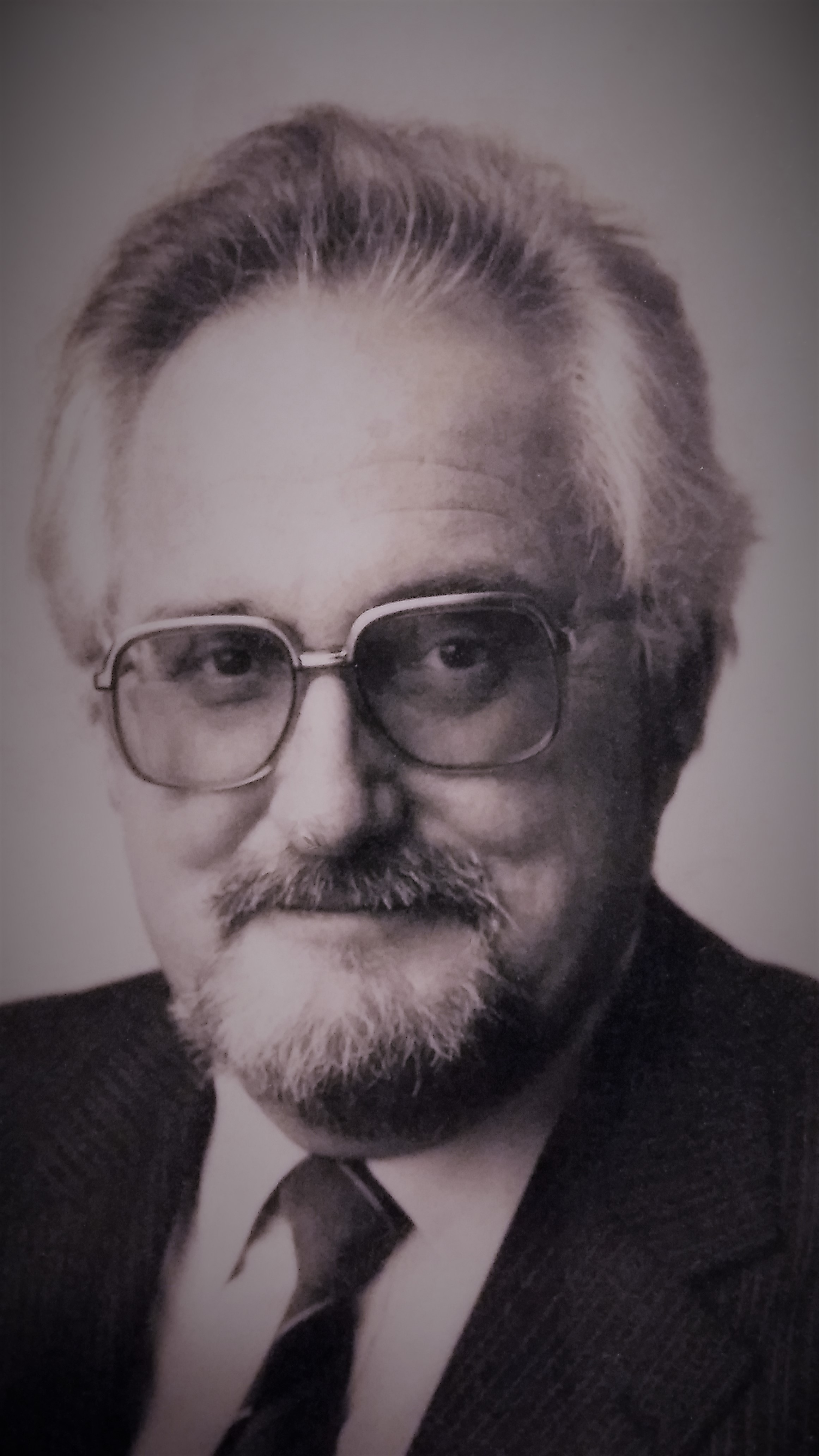
Georg Ebert, 1992

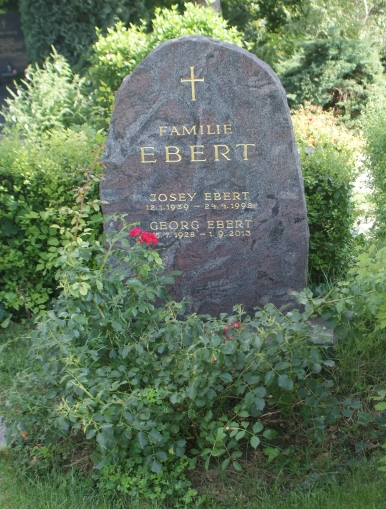
Grabstätte von Georg Ebert

Johannes Georg Ebert (* 15. Juli 1928 in Berlin; † 1. September 2013 in Wien) war ein Pianist und von 1972 bis 1996 Professor für Klavier im Konzertfach und Kammermusik an der Hochschule für Musik und Darstellende Kunst in Wien.
Mit seinen Geschwistern Friedrich Wolfgang (1924–2013) am Cello und Käthe Lotte (1926–2013) an der Violine gründete er das Ebert Trio, welches am 21. März 1949 im Brahms-Saal des Wiener Musikvereins debütierte. Das letzte Konzert war am 15. Mai 1990 in der Akademie der bildenden Künste in Wien. Danach widmeten sie sich pädagogischen Aufgaben. So unterrichteten auch Wolfgang und Lotte Ebert als Lehrer am Konservatorium in Wien.
Seine letzte Ruhestätte befindet sich auf dem Grinzinger Friedhof (Gr. 29, R. 1, Nr. 1) in Wien.

## Auszeichnungen
- 1996: Großes Silbernes Ehrenzeichen für Verdienste um die Republik Österreich[1]